# St. Peter und Paul (Oberleichtersbach)

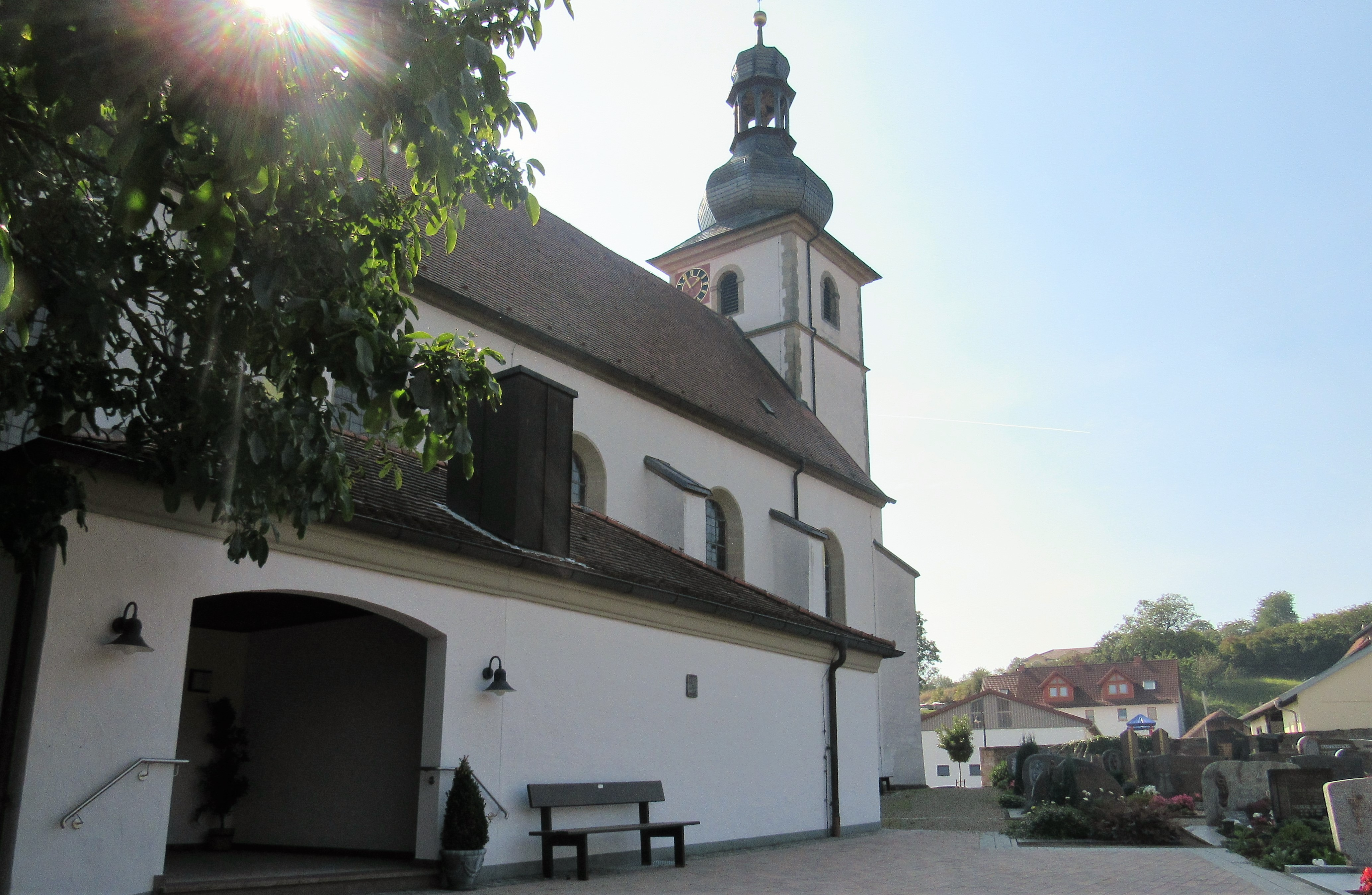
Kirche St. Peter und Paul in Oberleichtersbach

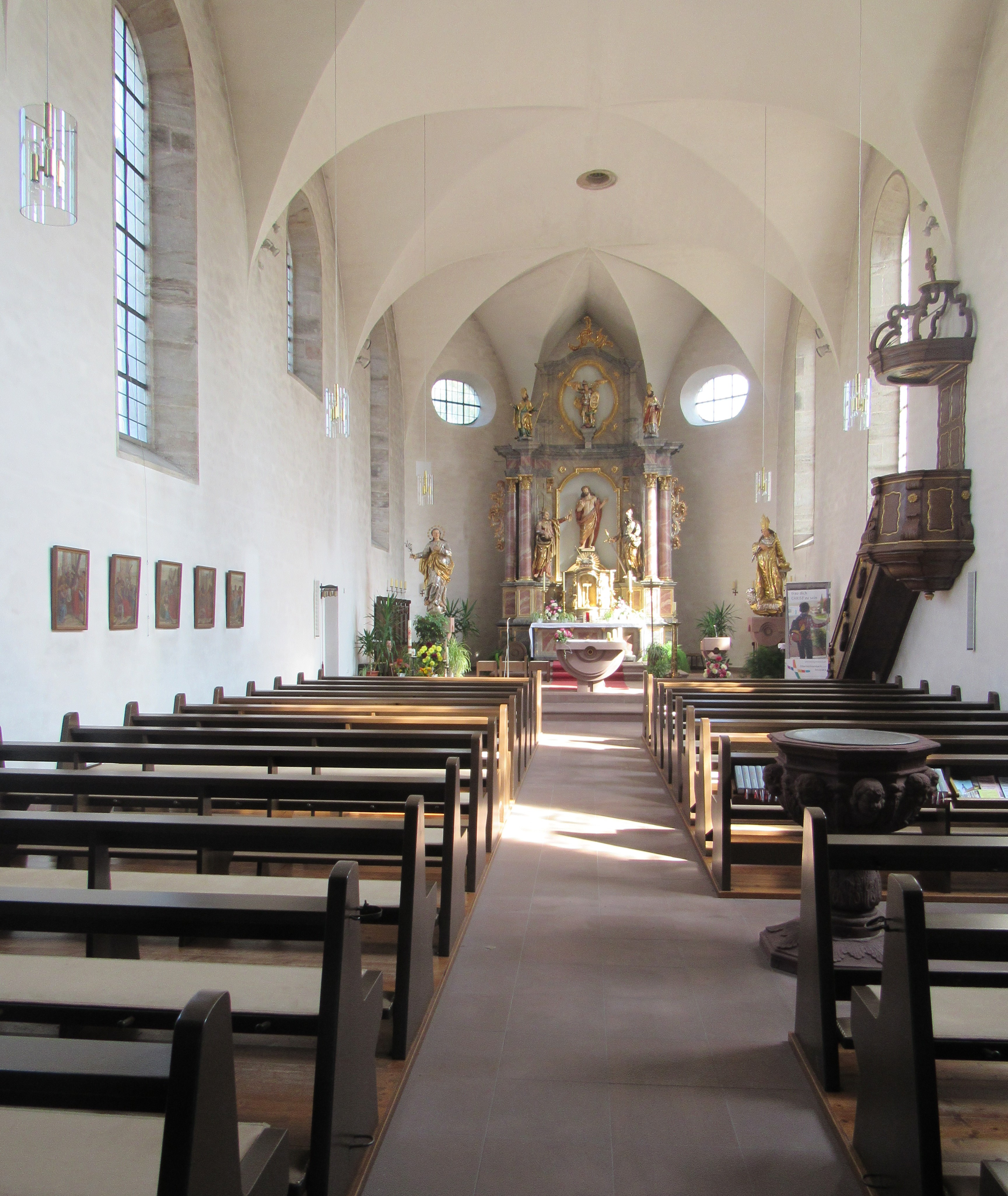
Innenraum der Kirche

Die römisch-katholische Pfarrkirche St. Peter und Paul ist die Dorfkirche von Oberleichtersbach in der Rhön, bei Bad Brückenau im Landkreis Bad Kissingen. Sie gehört zu den Baudenkmälern der Gemeinde Oberleichtersbach und ist unter der Nummer D-6-72-138-2 in der Bayerischen Denkmalliste registriert.

## Geschichte
Oberleichtersbach ist die Urpfarrei für Bad Brückenau mit allen Stadtteilen, Kothen mit Werberg und Eckarts. Im Jahr 1153 wurde eine romanische Kirche erbaut. Aus dieser Zeit datieren die Untergeschosse des Turms. Im 13. Jahrhundert wurde die Kirche im gotischen Stil umgebaut. Von diesem Bau sind das Spitzbogenportal auf der Südseite und der östliche Chor noch vorhanden. Eine Glocke mit der Inschrift MCCCXXXIII (=1333) JOHANNES MATEUS MARCUS LUCAS weist auf das Ende der gotischen Umbaus hin. Diese Glocke ist die älteste datierte Glocke im Landkreis Bad Kissingen. In den Jahren 1686 bis 1691 wurde die Kirche nach Abriss des gotischen Kirchenschiffs unter dem Fuldaer Fürstabt Placidus von Droste im Barockstil umgestaltet. Das Sandsteinwappen dieses Fürstabts ist über dem Südportal angebracht. 1717 erhielt die Kirche eine Orgel, ein Werk des Orgelbauers Schleich aus Bamberg. 1747 wurde der Kirchturm ausgebessert und neu bedacht. 1957 wurde durch die Firma Rohlfing aus Osnabrück eine Orgel mit elektrischer Traktur installiert. 1963, 1981 sowie 2003 erfolgten Erneuerungen der Inneneinrichtung.

## Beschreibung
Der Kirchturm mit rundbogigen Schallfenstern und welscher Haube steht an der Westseite. Das Untergeschoss dient als Eingangshalle zum Kirchenschiff, in dem Langhaus und östlicher Chor ohne Abtrennung ineinander übergehen. Das Langhaus besitzt fünf Fensterachsen mit rundbogigen Fenstern und ein Kreuzrippengewölbe. Der Chor mit Stichkappengewölbe wird nur von zwei kleinen Ochsenaugenfenstern beleuchtet. Über dem Satteldach des Kirchenschiffs erhebt sich ein kleiner Dachreiter.

## Ausstattung
In der Kirche befindet sich ein barocker Hochaltar um 1690 mit Christus als Schmerzensmann in der Mitte über dem Tabernakel, rechts und links davon die Kirchenpatrone Petrus und Paulus. Darüber befinden sich Figuren des heiligen Michael (in der Mitte), des heiligen Venantius mit Bischofsstab (links) und des heiligen Bonifatius mit Abtsstab (rechts). Rechts und links vom Hochaltar sind Figuren der Immaculata auf der Erdkugel und des heiligen Wendelin aufgestellt. Erstere gehörte früher zum Hochaltar. Letztere ist die Kopie (Bildhauer Rupert aus Hammelburg) einer Figur aus dem Kloster Bildhausen. Das Original steht heute in der Kirche von Salz. Der Taufstein aus Sandstein an der Südwand trägt das Datum 1689. Die hölzerne Kanzel wurde um 1750 gefertigt. An der Nordwand ist eine Pietà aus Holz von 1650 angebracht, die sich ursprünglich an der Außenwand befand. In der Kirche sind auch Klangarkadensäulen des Kirchenbaues von 1153 zu sehen. Die Orgel wurde 1958 von der Firma Matthias Kreienbrink erbaut und besitzt 12 Register auf zwei Manualen und Pedal.

## Geläut
Das Geläut besteht aus vier Glocken. Die oben erwähnte Glocke ist die älteste davon. Die Schlagtöne beruhen auf Vermutungen anhand von Tabellen.
| Nr. | Schlagton | Gewicht | Durchm.    | Inschrift                          | Gießer        | Gusszeit |
| --- | --------- | ------- | ---------- | ---------------------------------- | ------------- | -------- |
| 1   | gis′      | 592 kg  | ca. 100 cm | Heilige Maria Königin des Friedens | Rudolf Perner | 1965     |
| 2   | a′        | 360 kg  | 85 cm      | Ave Maria gratia plena Dominus     | keine Angabe  | 1429     |
| 3   | h′        | 310 kg  | 80 cm      | Namen der vier Evangelisten        | keine Angabe  | 1333     |
| 4   | dis″      | 85 kg   | 55 cm      | Namen der vier Evangelisten        | keine Angabe  | 14. Jh.  |